# Lee Atwater

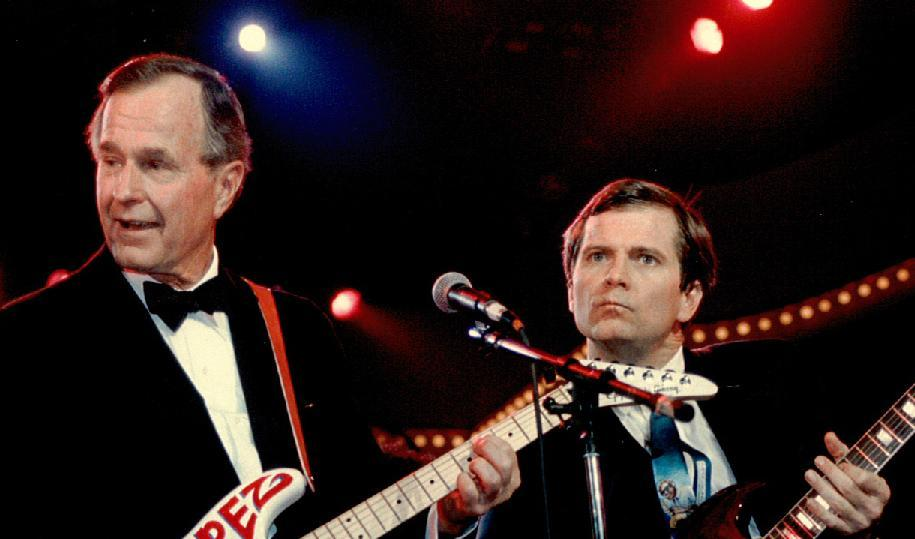
Lee Atwater met President George H.W. Bush in 1989.

Harvey LeRoy (Lee) Atwater (27 februari 1951 - 29 maart 1991) was een Amerikaans politiek adviseur en strateeg van de Republikeinse partij. Atwater was politiek adviseur van Ronald Reagan en George H.W. Bush. Na campagneleider te zijn geweest werd hij benoemd tot partijvoorzitter van de Republikeinse partij.
- Library of Congress Control Number: n91002482
- MusicBrainz: a903cdbc-49f6-4647-857f-c9e90d9b3233
- Nationale Bibliotheek van Israël: 987009645112005171
- Virtual International Authority File: 23771617
- WorldCat: E39PBJwdbQGQQKYrCpRD9xmfMP